# Молчанов, Илья Игоревич
Илья Игоревич Молчанов (род. 18 февраля 1997, Москва) — российский прыгун в воду.

## Биография
В сборной команде России с 2015 года.
На Первых Европейских играх завоевал золотую, серебряную и бронзовую награды.
В мае 2021 года, на чемпионате Европы по водным видам спорта, который состоялся в Венгрии, Илья в миксте на 3-х метровом трамплине в паре с Виталией Королёвой стал бронзовым призёром чемпионата.